# Beni Haoua (distrito)
Beni Haoua é um distrito localizado na província de Chlef, Argélia, e cuja capital é a cidade de mesmo nome, Beni Haoua.[carece de fontes?]

## Municípios
O distrito está dividido em três comunas:
- Beni Haoua
- Breira
- Oued Goussine